# Pyrenophora
Pyrenophora Rabenh. ex Ces. & De Not. – rodzaj workowców z klasy Dothideomycetes. Grzyby mikroskopijne.

## Charakterystyka
Grzyby saprotroficzne i pasożytnicze występujące na liściach traw i na drewnie w klimacie umiarkowanym. Askokarpy zanurzone, nieco wystające do prawie powierzchownych, pojedyncze lub rozproszone, kuliste do prawie kulistych, szeroko lub wąsko stożkowate, gładkościenne. Ostiolebrodawkowate, pokryte włoskami o barwie od brązowej do czerwonobrązowej, ciemniejszymi u nasady. Perydium składające się z 2–4 warstw brązowych, grubościennych komórek textura angularis. nibywstawek brak. Worki 8-zarodnikowe, bitunikowe, szczelinowate, maczugowate do prawie cylindrycznych, z krótką, szeroką
szypułką, z wyraźną szyjka otoczoną dużym aparaten apikalnym. Askospory 2–3-szeregowe, murkowate, zwężone przy przegrodzie, gładkościenne, otoczone śluzowatą osłonką. Konidiofory makronematyczne, mononematyczne, czasami wiązkowe,
proste lub giętkie, często kolankowate, nierozgałęzione lub u kilku gatunków luźno rozgałęzione, brązowe, u większości gatunków gładkie. Komórki konidiotwórcze politretyczne, zintegrowane, końcowe, często stające się interkalarne, sympodialne, cylindryczne, bliznowate. Konidia powstają pojedynczo, u niektórych gatunków czasami także tworzą wtórne konidiofory, które wytwarzają konidia, akropleurogenne, proste,
proste lub zakrzywione, maczugowate, cylindryczne, zaokrąglone na końcach, elipsoidalne, wrzecionowate lub maczugowate, słomkowe lub jasnobrązowe do ciemnobrązowych lub oliwkowobrązowych, czasami z komórkami nierównomiernie ubarwionymi, komórki końcowe są wówczas jaśniejsze niż pośrednie, przeważnie gładkie, rzadko brodawkowate, pseudoprzegrodowe.
Morfologicznie askospory Pyrenophora można łatwo odróżnić od Clathrospora i Platyspora. Po braku pseudoparafiz i mniejszych rozmiarach askospory Pyrenophora można łatwo odróżnić od zarodników Pleospora. Gatunki Bipolaris odróżniają się nitkowatymi askosporami, a Setosphaeria mają askospory fragmosporowe i bezbarwne.
Wśród roślin uprawnych w Polsce gatunki rodzaju Pyrenophora wywołują choroby: pasiastość liści jęczmienia (P. graminea), plamistość siatkowa jęczmienia (P. teres), helmintosporioza owsa (P. chaetomioides), helmintosporioza stokłosy (P. bromi), brunatna helmintosporioza traw (P. dictyoides, P. lolii), brunatna plamistość liści (P. tritici-repentis).

## Systematyka i nazewnictwo
Pozycja w klasyfikacji według Index Fungorum: Pleosporaceae, Pleosporales, Pleosporomycetidae, Dothideomycetes, Pezizomycotina, Ascomycota, Fungi.
Synonimy: Ceuthospora Fr., Neilreichina Kuntze, Pleospora subgen. Scleroplea Sacc., Polytrichia Sacc.,Scleroplea (Sacc.) Oudem.
Gatunki występujące w Polsce:
- Pyrenophora avenae S. Ito & Kurib. 1930
- Pyrenophora bromi (Died.) Drechsler 1923
- Pyrenophora chaetomioides Speg. 1898
- Pyrenophora dictyoides A.R. Paul & Parbery 1968
- Pyrenophora graminea S. Ito & Kurib. 1930
- Pyrenophora lolii Dovaston 1948
- Pyrenophora pellita (Fr.) Sacc. 1883
- Pyrenophora phaeocomes (Rebent.) Fr. 1849,
- Pyrenophora szaferiana Moesz 1926
- Pyrenophora teres Drechsler 1923
- Pyrenophora tritici-repentis (Died.) Drechsler 1923
- Pyrenophora triseptata (Drechsler) Rossman & K.D. Hyde 2015

Nazwy naukowe na podstawie Index Fungorum. Wykaz gatunków według W. Mułenki i in. i „Fitopatologii”.